# Friedrich Wilhelm Agthe
Friedrich Wilhelm Agthe (* 1796 in Sangerhausen; † 19. August 1830 in Pirna) war ein deutscher Komponist und von 1822 bis 1828 Kreuzkantor in Dresden.

## Leben
Agthe war Sohn des Nadlermeisters und Wirts Johann Friedrich Agthe; Bruder von August Wilhelm und Johann Friedrich Agthe.
Agthe erhielt Orgel- und Gesangsunterricht beim Organisten seiner Heimatstadt und studierte dann zwei Jahre bei August Eberhard Müller, dem großherzoglichen Kapellmeister in Weimar und ehemaligen Thomaskantor. Bereits in dieser Zeit wurden mehrere Werke von ihm aufgeführt und erschienen im Druck.
1818 wurde er Mitglied der Königlichen Kapelle in Dresden. Zu dieser Zeit komponierte er eine Kantate zur Einweihung der Stadtkirche in Bischofswerda, die von der Königlichen Kapelle und Francesco Morlacchi aufgeführt wurde.
Im Mai 1828 erkrankte Agthe psychisch und wurde im Juni in das Dresdner Stadtkrankenhaus gebracht. Da sich sein Zustand nicht besserte, überführte man ihn im Juli in die Irrenheilanstalt Sonnenstein bei Pirna, wo er 1830 starb.
Von Agthe sind eine Kantate, eine Motette und ein Kyrie, Lieder, Klavier- bzw. Cembalowerke sowie ein Hornkonzert überliefert.
Seine Tochter war die Schauspielerin Rosa Agthe.

## Werke
- Cantate zur Einweihung der neu erbauten Stadtkirche zu Bischofswerda, 1818
- Sechs deutsche Lieder op. 11 mit Klavierbegleitung
- Sechs deutsche Lieder op. 13 mit Klavierbegleitung
- Sonata à 2 Cembali
- Kyrie für Chor und Orchester
- Sonate pour le Pianoforte, Violon obl.
- Sonate pour le Pianoforte
- Concerto für Horn und Orchester